# عربی جوبا
عربی جوبا (عربی: عربیة جوبا) یا عربی سودان جنوبی، زبان میانجی مردم استان استوائیه در سودان جنوبی است که نامش را از شهر جوبا گرفته‌است. این زبان همچنین در میان جوامع مهاجر سودان جنوبی ساکن سودان استفاده می‌شود. این پیجین در قرن نوزده در میان سربازان سودانی ایجاد شد. ساکنان سایر شهرهای بزگ سودان جنوبی، به ویژه مالاکال و وائو معمولاً به عربی جوبا حرف نمی‌زنند و در کنار زبان‌های محلی خود بیشتر با عربی سودانی سخن می‌گویند. برخلاف تلاش دولت برای جلوگیری از استفاده از این زبان به دلیل ارتباط با استعمار عرب‌ها در گذشته، عربی جوبا پرگویشورترین زبان سودان جنوبی است.